# 충청북도내수면산업연구소
충청북도내수면산업연구소(忠淸北道內水面産業硏究所)는 지방자치법 제114조에 따라 민물고기 양식에 관한 시험연구와 내수면개발을 촉진하기 위하여 설치된 충청북도청 소속기관이다.

## 같이 보기
- 충청북도청